# Station Smolec
Station Smolec is een spoorwegstation in de Poolse plaats Smolec.